# Chimonobambusa grandifolia
Chimonobambusa grandifolia är en gräsart som beskrevs av Chi Ju Hsueh och W.P.Zhang. Chimonobambusa grandifolia ingår i släktet Chimonobambusa och familjen gräs. Inga underarter finns listade i Catalogue of Life.